# 桑格鎮區 (伊利諾伊州克萊頓)
桑格鎮區（英語：Songer Township）是位於美國伊利諾伊州克萊縣的一個行政鎮區。

## 地方資料
根據2010年美國人口普查的數據，桑格鎮區的面積為96.90平方千米，當中陸地面積為96.60平方千米，而水域面積為0.30平方千米。當地共有人口332人，而人口密度為每平方千米3.43人。